# Can Fonoll
Can Fonoll és una propietat rural de Santa Maria del Camí situada entre S'Arboçar, es Cabàs, Son Canals i es Cirerers. A una de les cases hi va tenir la residència i l'estudi el pintor Ritch Miller. Ha estat dedicada al conreu dels cereals i dels ametlers.